# Jakub Jugas
Jakub Jugas (ur. 5 maja 1992 w Otrokovicach) – czeski piłkarz występujący na pozycji środkowego obrońcy w Cracovii.